# A trójaiak
A trójaiak Hector Berlioz operadilógiája. Az első opera címe a Trója bevétele, a másodiké A trójaiak Karthágóban. A két opera nem alkot olyan szoros egységet, mint Richard Wagner Ring tetralógiája, ezért a két opera egymástól függetlenül is színre vihető.

## Az opera története és zenéje
A dilógiát a szerző 1856 és 1858 között készítette el. A darab hosszúsága miatt 1863-ban bemutatták a teljes második részt, de az első részből kihagyták az első felvonást. Az első rész kettő, a második három felvonás, így jön ki az öt. Berlioz egy estés darabnak szánta a két részt. A bemutató hatalmas bukás volt. A dilógia első teljes előadása csak a szerző halála után valósult meg német nyelven Karlsruhében. Az első 20. századi, rövidített előadás 1955-ben volt, de csak egy estét élt meg. Aztán 1969-ben a londoni Covent Garden Opera színre vitte az eredeti ötfelvonásos verziót, francia nyelven. Ez volt a mű első teljes előadása franciául, a teljes mű színpadra állítása a hatalmas zenekar és a darab hosszúsága miatt ugyanis nagy feladat. A londoni bemutató sikere után a teljes verzió színre vitelét vállalta a New York-i Metropolitan Opera is. Azóta több színház is műsorra tűzte a művet, de sehol nem lett igazi repertoárdarab.
Berlioz operája remekmű a maga nemében, de elkésett. A 18. századi opera elnyűtte az ókori és a mitologikus témákat, így már a témaválasztás is időszerűtlen volt a maga korában. Mindkét részben egy-egy nőalak története kerül a központba. Az első opera esetében a központi alak Kasszandra, a másodikban Dido. Kasszandra személyisége a női lélek rendkívül széles skáláját mutatja, Dido a szerelem és a gyűlölet között őrlődik, mígnem eléri a végzete. Az első rész Gluck, a második Shakespeare szellemében fogant. Ez rányomja bélyegét a szereplők zenei ábrázolására is. Mindkét opera esetében jelentős szerep jut a grand opéra hatalmas felvonulásainak, balettjeleneteinek. A hangszerelés rendkívül gondos, modern, színgazdag és monumentális. Az ihletői Gluck, Cherubini és Spontini operái voltak, de akárhogy is, Berlioz nem tudta magáévá tenni a zenedráma műfaját. A darab szövegkönyvét Vergilius eposza nyomán a zeneszerző írta. Az egész kompozíció inkább epikus, mint drámai jellegű.

## Az opera szereplői
| Szereplő                  | Hangfekvése  |
| ------------------------- | ------------ |
| Kasszandra, jósnő         | mezzoszoprán |
| Didó, Karthágó királynője | mezzoszoprán |
| Anna, Dido testvére       | alt          |
| Aeneas, trójai hadvezér   | tenor        |
| Priamosz, Trója királya   | basszus      |
| Ascanius                  | mezzoszoprán |
| Hekabé, Priamosz lánya    | alt          |
| Narbal, Dido minisztere   | bariton      |
| Khorébusz, ázsiai herceg  | bariton      |
| Hektór szelleme           | basszus      |
| Pantheusz, trójai pap     | basszus      |

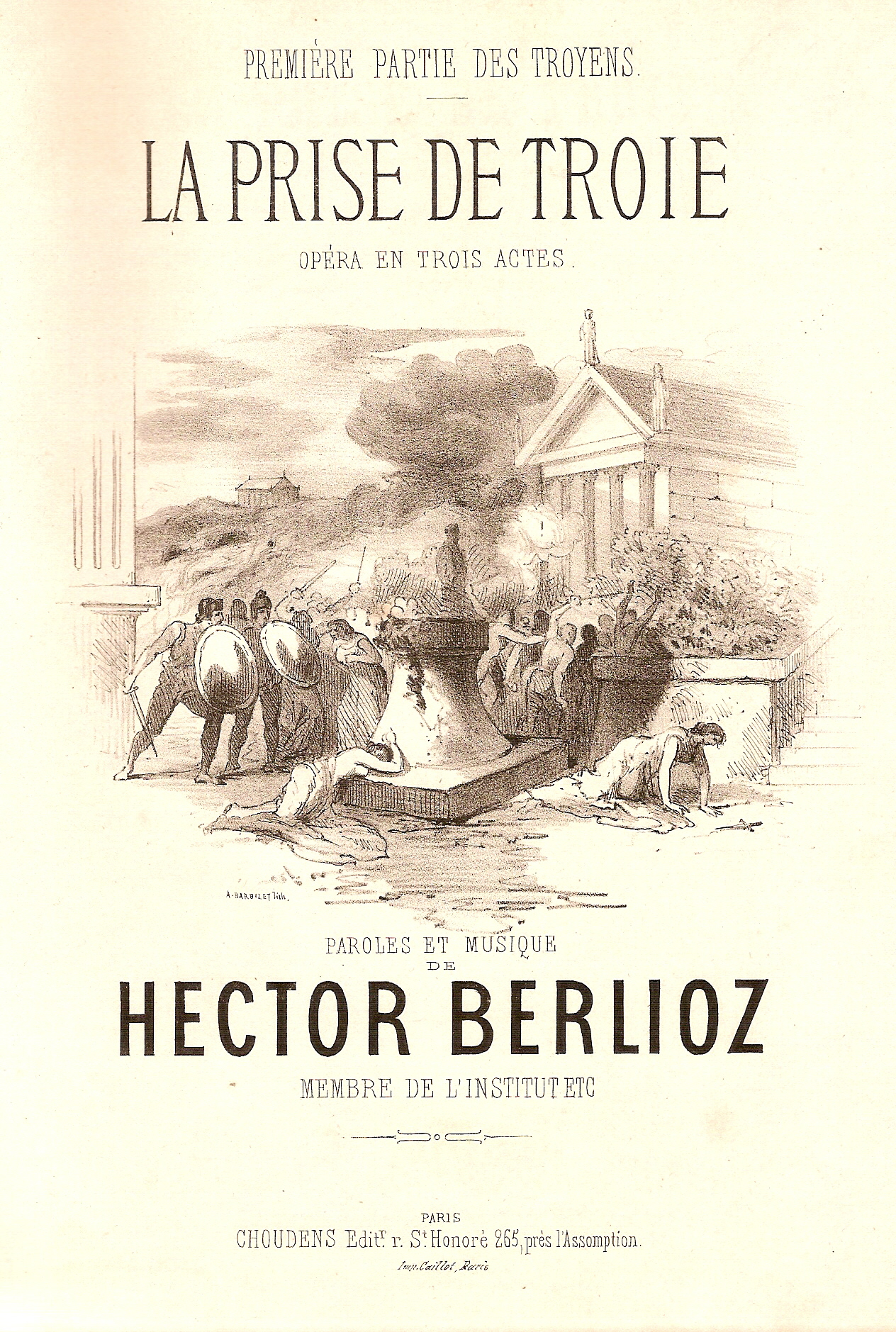
Az opera zongorakivonatának korabeli címlapja

- Játszódik: Trójában és Karthágóban a trójai háború alatt és után
- Játékidő: 4 és fél óra

## Az opera cselekménye

### I. rész: Trója bevétele
A trójaiak kiözönlenek megtekinteni a görögök elhagyott táborát. Kasszandra, Hekabé és Priamosz tűnik fel a színen. Kasszandra látja Trója végzetét, de Apolló átka miatt senki sem hisz neki. Pedig a lány figyelmezteti a királyt: még ma este el kell menekülniük, különben mindent elvesztenek. A trójaiak hálaadásra vonulnak a papság és a király vezetésével. Harci játékokkal ünnepelnek, majd gyászos pantomimmal emlékeznek meg Hektórról, az elesett trójai királyfiról. Az ünneplést követek szakítják félbe, akik jelentik, hogy Laokoónt és fiait egy tengeri kígyó ragadta el, amiért a pap ellenezte, hogy az ajándékba hagyott falovat bevigyék a várba. A király úgy dönt: ki kell engesztelni az isteneket. Vigyék a falovat a megszentelt Athéné szobor, a Palladión elé. Az ünnepségen Kasszandra nem vesz részt. A falovat beviszik a várba. Kasszandra felkészül a halálra.
Aeneas nyugodtan pihen sátrában, amikor megjelenik előtte Hektór szelleme. Megjósolja Trója elestét, és megparancsolja a harcosnak, hogy a város kincsivel együtt hajózzon el Itáliába, és alapítsa meg a világ legnagyobb birodalmát. Ekkor a sátorba ront Pantheusz, és elmondja, hogy a falóból fegyveres görögök bújtak elő és rátámadtak a gyanútlan trójaiakra. A király elesett, Khorébussz azt akarja, hogy Aeneas álljon a seregek élére. Elrohannak.
A királyi palotában a nők Vesta oltára előtt imádkoznak. Kasszandra Khorébusz halálhírét hozza. Aeneasnak sikerül elmenekülni: kíséretével és a város kincseivel Ida hegye felé tart. A görögök betörnek a palotába, Kasszandra és több társnője is szíven szúrja magát. Zenekari részlet festi alá a város pusztulását.

### II. rész: A trójaiak Karthágóban
Karthágó királynője, Dido már hét éve özvegy, és csak férje emlékének él. A királynő hírt kap egy idegen hajó érkezéséről. A menekülő trójaiak azok. Aeneas tengerésznek van öltözve, nevében fia kér menedéket a királynőtől. Értékes ajándékokkal kedveskednek Didónak, aki hallotta a nép szomorú sorsát, és megadja a kért menedéket. Ekkor érkezik Narbal, aki jelenti, hogy Iarbas fellázadt és az országot pusztítja. A férfi már régóta el akarta venni feleségül Didót. Aeneas felfedi magát, egyesíti a trójai és a karthágói sereget, amelynek az élére áll és harcba indul. Fiát a királynőre bízza.
Aeneas sikerrel vette fel a harcot a numidiaiakkal, a két nép most a győzelmet ünnepli. Látványos felvonulás és balettzene. Didó megkéri Aeneast, hogy meséljen a hősi tetteiről. A királynő egyedül marad a trójai hadvezérrel. Narbal tudja, hogy Aeneas sorsa az, hogy Itáliában új birodalmat alapítson, ezért aggódik királynője miatt. Anna viszont örvend testvére szerelmének, szerinte a trójai vezérnél kiválóbb férjet keresve sem találhatnának Didónak. A szerelmesek előtt megjelenik Merkúr isten, és háromszor a tenger felé mutatva mondja, hogy Itália.
Aeneas tudja, mi a dolga. Titokban utasítja flottáját, hogy álljanak készen az indulásra. A trójaiak titokban elhajóznak, vezetőjük gondolatban elbúcsúzik szerelmétől. Mikor Didó rájön, hogy szerelme elhagyta, először utána akar menni, majd máglyát rak a férfi ajándékaiból. Megjósolja Hannibál győzelmeit és Karthágó pusztulását. Fátylát és szerelme tógáját a tűzbe dobja, majd Aeneas kardjával szíven szúrja magát. A pun nép bosszút esküszik a csábító népe ellen. Felsejlik a Capitolium látképe, és Dido Róma dicsőségét zengve távozik a másvilágra.